# Верхньосанзяпово
Верхньосанзя́пово (рос. Верхнесанзяпово, башк. Үрге Санъяп) — село у складі Кугарчинського району Башкортостану, Росія. Адміністративний центр Санзяповської сільської ради.
Населення — 234 особи (2010; 286 в 2002).
Національний склад:
- башкири — 89%